# Malatesta (metrostation)

Malatesta is een metrostation in het stadsdeel municipio VI van de Italiaanse hoofdstad Rome. Het station werd geopend op 29 juni 2015 en wordt bediend door lijn C van de metro van Rome.

## Geschiedenis
Lijn C ten oosten van de binnenstad werd begin de jaren 90 van de twintigste eeuw vooral geïnitieerd als vervanger van de sneltramdienst langs de Via Casilina. Het metrotraject tussen Lodi en Centocelle werd echter ontworpen door de woonwijken tussen de Via Casilina en de Via Prenestina zodat reizigers in de buurt kunnen instappen zonder eerst naar de Via Casilina aan de zuidrand te hoeven.

## Aanleg
Het definitieve tracé, waaronder Malatesta, werd in 2005 gepresenteerd en in april 2007 begon de bouw van het station onder het Piazza Roberto Malatesta. Het plein en het station zijn genoemd naar de 15e-eeuwse generaal van het Pauselijke leger afkomstig uit de adellijke familie Malatesta uit Rimini. De aanleg van de metro werd aangegrepen om ook het plein op te knappen, waarbij het midden van het plein werd verlaagd. Het station werd in januari 2015 opgeleverd, de proefritten gingen op 12 mei 2015 van start.

## Ligging en inrichting
De ingangen liggen aan de noordkant van het plein, terwijl de uitgang in de middenberm van de Via R. Malatesta aan de oostkant ligt. Aan de noordkant van het plein zijn eveneens bushaltes voor stadsbussen aan een vrije busbaan. Rolstoelgebruikers kunnen gebruik maken van de lift midden op het plein. Aan de zuidrand is ten behoeve commerciële en culturele evenementen een tavertijnen trap gebouwd tussen de straat en het verlaagde plein. Ondergronds is de verdeelhal met liften en (rol)trappen verbonden met dwarsgangen tussen de perrons. De perrons zelf zijn voorzien van perrondeuren in verband met de ingezette onbemande metro's. Ten oosten van het station ligt een kruiswissel tussen de twee tunnels en opstelsporen waar metro's kunnen wachten en keren.